# Janusz Jaskóła
Janusz Jaskóła (ur. 29 stycznia 1960, zm. 9 stycznia 2021) – polski filozof, dr hab. nauk humanistycznych, adiunkt Instytutu Filozofii Wydziału Nauk Społecznych Uniwersytetu Wrocławskiego.

## Życiorys
5 grudnia 1997 obronił pracę doktorską Światy możliwe w historii filozofii. Rekonstrukcja historycznego ujawnienia się ich sensów, 30 listopada 2012 habilitował się na podstawie dorobku naukowego i pracy zatytułowanej Pierwsza Filozofia. Stanowienie i odkrywanie rzeczywistości filozoficznej. Objął funkcję adiunkta w Instytucie Filozofii na Wydziale Nauk Społecznych Uniwersytetu Wrocławskiego. W latach 2016–2020 pełnił funkcję zastępcy dyrektora Instytutu Filozofii ds. studenckich. Zmarł w wieku 60 lat.

## Publikacje
- 1999: Filozoficzna możliwość sofistyki i jej krytyki[1]
- 2003: Świat rozumiany a świat rozumienia[1]
- 2003: O czym można mówić. Sofista[1]
- 2008: Zasada konstytuująca nauki szczegółowe. Arystoteles czy Platon[1]
- 2009: Funkcja zasady w filozofii, Czy zasada tworzy, opisuje, czy odkrywa[1]
- 2009: Jedno i Jedno-Wiele[1]
- 2011: Pierwsza filozofia[1]